# .hu
.hu je vrhovna internetska domena (country code top-level domain - ccTLD) za Mađarsku. Domenom upravlja Savjet mađarskih internetskih dobavljača.

## Vanjske poveznice
- IANA .hu whois informacija  Arhivirana inačica izvorne stranice od 27. travnja 2006. (Wayback Machine)